# Textilarbeiterstreik im Kreis Lennep
Der Textilarbeiterstreik im Kreis Lennep fand zwischen dem 4. und etwa dem 14. November 1850 im Kreis Lennep im Bergischen Land statt. Er ist ein Beispiel für einen frühen Arbeitskampf zur Zeit der Industriellen Revolution in Deutschland. Betroffen waren mehrere Textilfabriken in den Bürgermeistereien Lennep, Lüttringhausen und Radevormwald. Nachdem Bitten und Petitionen an die Unternehmer und die Behörden keinen Erfolg gehabt hatten, traten die Arbeiter in den Ausstand, mussten den Streik aber schließlich abbrechen.

## Strukturen
Der Ausstand steht in einer schon längeren Tradition von Arbeitskämpfen in der Textilindustrie. Es ging dabei nicht nur um Lohnerhöhungen, sondern man wandte sich auch gegen die Mechanisierung der Produktion aus Angst um die eigenen Arbeitsplätze. Auch ging es um die Verbesserung der Arbeitsbedingungen. Seit 1848 trat auch die Verkürzung der Arbeitszeit hinzu.
Das Bergische Land wies eine für diese Zeit ungewöhnliche gewerbliche Verdichtung auf. Während 1843 im Königreich Preußen insgesamt 60 % der Bevölkerung von der Landwirtschaft und nur 23 % von einer gewerblichen Beschäftigung lebten, waren Mitte des 19. Jahrhunderts im bergischen Land über 75 % gewerblich beschäftigt und nur 25 % in der Landwirtschaft tätig.
Die betroffenen Fabriken stellten aus Wolle Tuch her. Die Produktion war teils mechanisiert, teilweise erfolgte sie von Hand. Die Spinnerei erfolgte meist mechanisch, während die Weberei in Lennep selbst noch Handarbeit war. In der Umgebung hatte allerdings bereits der Maschinenwebstuhl Einzug gehalten. Teilweise wurden die Maschinen mit Wasserkraft und teilweise bereits mit Dampfmaschinen betrieben.
Die größte der betroffenen Fabriken, die Firma J. Wülfing & Sohn beschäftigte über 500 Arbeiter. Die anderen waren deutlich kleiner, waren aber doch meist größer als der Durchschnitt der Tuchfabriken in Preußen. Die Betriebe wiesen einen beträchtlichen Anteil an weiblichen Arbeitskräften auf.
Die meisten Beschäftigten waren in der Gegend bodenständig. Sie wechselten meist nur zwischen Betrieben in der Gegend und wanderten nur selten ab. Die Arbeiter lebten meist zur Miete und betrieben abgesehen von einem kleinen Garten kaum landwirtschaftlichen Nebenerwerb. Ihre Wohnungen lagen oft in einer beträchtlichen Entfernung zu den Fabriken, was mit langen Arbeitswegen verbunden war.
Viele von ihnen waren früher im Heimgewerbe tätig gewesen, ehe die Durchsetzung der Industrie sie zum Wechsel in die Fabrik zwang. Sie haben sich gegen die Mechanisierung der Produktion bereits 1848 beim König beklagt und auch 1850 war dies ein Thema. Sie beklagten sich, dass die „Maschine nicht das Werkzeug des Arbeiters, sondern der Arbeiter das Werkzeug der Maschine, der Sklave der großartigen Mechanik“ wäre. Die Maschine würde jede Geschicklichkeit entwerten und nur mechanisches Aufpassen verlangen. Insgesamt spielte die handwerkliche Tradition im Bewusstsein der Beschäftigten noch eine wichtige Rolle.
Die Arbeitszeit lag bei etwa 14 Stunden am Tag. Mit den Arbeitswegen waren die Beschäftigten täglich bis zu 16 Stunden unterwegs. In Zeiten mit besonders zahlreichen Aufträgen konnten die Arbeitszeiten auch deutlich länger sein. Der Arbeitslohn war vergleichsweise niedrig, dies wurde aber teilweise durch die dauerhafte Beschäftigung aufgewogen. Dennoch lagen die Löhne häufig am Rande des Existenzminimums.

## Organisationsbildung
Bereits während der Revolution von 1848/49 existierte in Lennep ein Arbeiterverein, der auch über Filialvereine in Radevormwald und in Lüttringhausen verfügte. Er nahm am Kongress der demokratisch-sozialen Vereine Anfang Mai 1849 in Köln teil und gab sogar eine eigene Zeitschrift heraus. Der Verein wurde am Ende der Revolutionszeit zerschlagen.
Der in Lüttringhausen und Radevormwald 1850 gebildete Wuppertaler Arbeiterverein stand in der Kontinuität seines Vorgängers. Weil er offenbar als unpolitisch angesehen wurde, kam es zu keinem Verbot. Große Hoffnungen setzte der Verein auf die Schaffung von Gewerberäten zur Verbesserung ihrer Lage, die Handelsminister von der Heydt durch eine Verordnung ermöglichen wollte. Tatsächlich kam es zur Gründung eines Gewerberates in Lennep. In dessen Rahmen wurde ein Fabrikarbeiterausschuss gegründet.
Dieser und der Arbeiterverein forderte Lohnerhöhung, Arbeitszeitverkürzung und Formen innerbetrieblicher Mitbestimmung. Die Fabrikbesitzer waren unter sich uneins und haben auf die Forderungen daher nicht geantwortet. Einige Unternehmer zumindest wollten den Arbeitern in einigen Punkten entgegenkommen, konnten sich aber nicht durchsetzen. Erst nach Beginn des Streiks antworteten sie dem Gewerberat, ohne nennenswerte Zugeständnisse zu machen.
Etwas anders sah die Situation in Lüttringhausen und Radevormwald aus. Diese setzten keine Hoffnungen auf einen Gewerberat. Sie vereinigten sich, um „auf gesetzlichem Wege eine Reform der den Arbeiterstand darniederdrückenden Verhältnisse anzustreben.“
Jeden Sonntag sollte eine Arbeiterkonferenz aus Delegierten der sieben Fabriken der Umgebung zusammenkommen. Es wurde ein regelrechter Vorstand gewählt und Abordnungen an die Behörden entsandt. Zunächst wollte die Konferenz ihre Forderungen den Arbeitgebern übergeben, um nach einer Ablehnung diese schriftlich bei der Regierung in Düsseldorf zur Entscheidung einzureichen. Die Protagonisten haben die Bestimmungen der Gewerberatsverordnung insofern falsch gedeutet, in dem sie glaubten, dass die Regierung grundsätzlich bereits war, in die Beziehungen zwischen Arbeitern und Arbeitgebern einzugreifen.
Die handwerkliche Tradition wird darin deutlich, dass sie eine Innung für sämtliche Tucharbeiter der Wuppertals anstrebten. Diese sollte eine Unterstützungskasse gründen. Die Behörden haben die Genehmigung hinausgezögert, so dass die Konferenz eine provisorische Kasse einrichtete. Diese sollte auch zu Unrecht entlassene Arbeiter etwa bei einem Streik unterstützen.
Am 3. September 1850 richtete die Konferenz Forderungen an die Arbeitgeber insbesondere zur Einschränkung der Sonntagsarbeit und für einen zwölfstündigen Normalarbeitstag. Neben weiteren Forderungen wurde auch die niedrigen Löhne im Verhältnis zu den Preisen beklagt. Dazu wurde als Beweis ein detailliertes Budget eines Haushalts vorgelegt. Die Arbeiter forderten deshalb eine Lohnerhöhung von 40 %. Außerdem wurden statt Stundenlöhnen feste Wochenlöhne gestaffelt nach den unterschiedlichen Beschäftigungsgruppen gefordert. Die Fabrikanten haben die Forderungen abgelehnt. Danach wandten sich die Arbeiter an die Regierung in Düsseldorf. Diese sandte zwar einen Kommissar in den Kreis Lennep. Dieser kritisierte die Unternehmer für ihre kompromisslose Haltung, unternahm jedoch nichts weiteres.

## Verlauf
Der unmittelbare Auslöser des Streiks war am 26. Oktober die als ungerechtfertigt angesehene Entlassung eines Arbeiters in einer Fabrik in Krebsöge. Die Arbeiter der Fabrik stellten daraufhin die Arbeit ein. Der Fabrikant sperrte auch die Arbeitswilligen aus. Am 3. November beschlossen die Arbeitervereine den Streik auf allen Tuchfabriken des Gebietes auszudehnen. Dem Streikbeschluss vorangegangen waren intensive Diskussionen. Den Beteiligten war klar, dass die relativ schlechte Wirtschaftslage der Fabriken für einen Ausstand nicht günstig war.
Ausschlaggebend für den Streibeschluss war, dass man der Ansicht war, dass Behörden und Fabrikanten nicht bereit seien, den Arbeitern ihr Recht zu geben. Die Zahl der Streikenden lag bei etwa 2000 Personen. Andere Angaben sprechen lediglich von der Hälfte an Teilnehmer Die Zahl der Beteiligten dürfte jedoch größer gewesen sein, als bei den Streiks der Färbergesellen in Elberfeld in den Jahren 1855 und 1857.
Der Regierungskommissar hatte vergeblich versucht, die Leiter der Arbeitervereine von einem Streik abzubringen. Dasselbe versuchte auch der Regierungspräsident in Düsseldorf, zu dem die Arbeiter vor dem Streik noch eine Abordnung entsandt hatten. Obwohl die Behörden durchaus Verständnis für die Forderungen der Arbeiter aufbrachten, ging es ihnen erstmal um das Ende des rechtswidrigen Streiks und die Wiederaufnahme der Arbeit. Erst danach wollten sie sich auf Verhandlungen einlassen. Gleichzeitig wurde eine Einheit von 70 Soldaten demonstrativ in den Kreis Lennep verlegt. Diese sollten dem Schutz der Fabrikanten und der Arbeitswilligen dienen. Gleichzeitig wurde eine gerichtliche Untersuchung gegen die Urheben des Streiks eingeleitet. Die beiden Arbeitervereine wurden am 5. November aufgelöst.
Die Führer der Arbeitervereine sprachen sich angesichts der Zuspitzung der Lage am 6. November gegen eine Fortführung des Ausstandes aus, fanden bei der Masse der Streikenden aber kein Gehör. Dennoch ist ein Nachlassen der Streikbereitschaft und die Zunahme der Arbeitswilligen erkennbar. Im Übrigen versuchten einige Arbeitgeber auswärtige Arbeiter heranzuziehen. Am 9. November waren die Arbeiter in Krebsöge bereit wieder anzufangen, wenn die Arbeitgeber zusagten, keinen Streikbeteiligten zu entlassen. Allmählich begannen die Arbeiter in den verschiedenen Fabriken wieder an die Arbeit zurückzukehren. Die letzten beendeten am 14. November den Streik.
Neben dem Einsatz des Militärs führten die Aussichtslosigkeit des Streiks und die fehlenden finanziellen Mittel letztlich zum Abbruch. Unterstützung von außen kam nur in geringem Maße herein. Nach dem Streik änderte sich an den Verhältnissen in den Fabriken kaum etwas zu Gunsten der Arbeiter, obwohl der Regierungspräsident sich darum bemühte.
Über die Motivation der Arbeiter, aber auch über deren Hoffnung, bei den Behörden Gehör zu finden, gibt eine Botschaft an die Öffentlichkeit einige Tage nach Streikbeginn Aufschluss. „Wir haben unsere Herren um Abänderung unserer Lage gebeten, man hat uns abgewiesen. Dann haben wir uns vertrauensvoll an die Regierung gewendet und um Hilfe gebettelt. (...) Wir haben geglaubt, vertraut, gewartet - vergebens. Unser Elend, unsere Trostlosigkeit blieb dieselbe. (...) Selbst der Zustand des Gefangenen ist für die meisten von uns beneidenswert und eine, wenn auch traurige, Wohltat - und wenn das Schicksal unserer Weiber und Kinder uns unser eigenes Elend nicht vergessen ließe, so würden wir in unserer Freiheit keinen innigeren Wunsch kennen als den Sklaven zu werden.“ Mit dieser Botschaft hofften sie „dass die Menschheit den Gedrückten, den Zertretenen wenigstens ein gerechtes Urteil zukommen lässt.“